# Лютько, Павел Петрович
Павел Петрович Лютько (бел. Павел Пятровіч Люцько; род. 1 июля 1987) — белорусский футболист, защитник. Директор клуба «Сморгонь».

## Карьера

### Клубная
Воспитанник минского клуба «РУОР», позже играл за дубль минского «Динамо». В 2005 году перешёл в состав жодинского «Торпедо», но и там преимущественно играл за дубль, за два года сыграл 6 матчей в основной команде.
Летом 2007 года перешёл в «Витебск», и в 2010 году наконец закрепился в основе. Сезон 2011 провел в составе «СКВИЧ», а начиная с 2012 выступал за микашевичский «Гранит». В сезоне 2012 был прочным игроком основы, а сезон 2013 был вынужден полностью пропустить из-за травмы. В 2014 вернулся на поле, но стал только выходить на замену.
В феврале 2015 года подписал контракт с «Гомелем». Однако, из-за травмы вынужден был пропустить весь сезон 2015, по истечении которого покинул клуб. В мае 2016 года стало игроком «Сморгони».
В феврале 2017 года подписал контракт с «Белшиной». Начинал сезон 2017 в качестве основного игрока бобруйчан, но в июне потерял место в основе. В августе 2017 года вернулся в «Сморгонь». В 2018 году не появлялся на поле и в июле покинул команду.
В сезоне 2019 вошёл в тренерский штаб «Сморгони». Позднее перешёл на административную работу в клубе, исполнял обязанности директора, а в июле 2020 года был утверждён на должности директора клуба.

### Статистика
| Сезон    | Дивизион | Клуб             | Страна                    | Матчи | Голы |
| -------- | -------- | ---------------- | ------------------------- | ----- | ---- |
| 2003     | Д3       | РУОР             | Флаг Беларуси (1995—2012) | 2     | 0    |
| 2005 (1) | дубль    | Динамо (Минск)   | Флаг Беларуси (1995—2012) | 10    | 0    |
| 2005 (2) | Д1       | Торпедо (Жодино) | Флаг Беларуси (1995—2012) | 1     | 0    |
| 2006     | Д1       | Торпедо (Жодино) | Флаг Беларуси (1995—2012) | 3     | 0    |
| 2007 (1) | Д1       | Торпедо (Жодино) | Флаг Беларуси (1995—2012) | 2     | 0    |
| 2007 (2) | Д1       | Витебск          | Флаг Беларуси (1995—2012) | 2     | 0    |
| 2008     | дубль    | Витебск          | Флаг Беларуси (1995—2012) | 26    | 2    |
| 2009     | Д1       | Витебск          | Флаг Беларуси (1995—2012) | 7     | 0    |
| 2010     | Д1       | Витебск          | Флаг Беларуси (1995—2012) | 26    | 0    |
| 2011     | Д2       | СКВИЧ            | Флаг Беларуси (1995—2012) | 20    | 0    |
| 2012     | Д2       | Гранит           | Флаг Беларуси             | 28    | 0    |
| 2013     | Д2       | Гранит           | Флаг Беларуси             | 0     | 0    |
| 2014     | Д2       | Гранит           | Флаг Беларуси             | 24    | 1    |
| 2015     | Д1       | Гомель           | Флаг Беларуси             | 0     | 0    |
| 2016     | Д2       | Сморгонь         | Флаг Беларуси             | 19    | 0    |
| 2017 (1) | Д2       | Белшина          | Флаг Беларуси             | 12    | 0    |
| 2017 (2) | Д2       | Сморгонь         | Флаг Беларуси             | 15    | 0    |
| 2018 (1) | Д2       | Сморгонь         | Флаг Беларуси             | 0     | 0    |

## Достижения
- Чемпион Первой лиги Беларуси: 2014